# American Civil Liberties Union
De American Civil Liberties Union, kortweg de ACLU, is een Amerikaanse niet-gouvernementele organisatie die in 1920 werd opgericht, en die opkomt voor de vrijheden en rechten van Amerikaanse burgers. Veel rechtszaken die door de ACLU zijn aangespannen zijn zaken waarin belangrijke jurisprudentie met betrekking tot de Amerikaanse Grondwet is gecreëerd. De Unie zorgt voor advocaten en rechtsbijstand in gevallen waarvan zij vermoedt dat de burgerrechten geschonden worden of in het geding zijn. Hoewel de ACLU nog nooit een politieke kandidatuur heeft gesteund, heeft ze wel kritiek geuit op politici uit beide grote partijen (de Republikeinen en de Democraten). Ook heeft de organisatie zich in het verleden sterk uitgesproken tegen het communisme, en mochten communisten geen prominent lid worden. Desondanks beschouwen veel mensen de ACLU als een progressieve organisatie. In 2017 had de unie zo'n 1,2 miljoen leden. De ACLU is inmiddels uitgegroeid tot een van de grootste partijen van Amerika.

## Geschiedenis en belangrijke rechtszaken
De ACLU werd in 1917 opgericht als het National Civil Liberties Bureau (NCLB) door onder andere Crystal Eastman en Roger Nash Baldwin. Aanleiding waren de arrestaties van mensen die op straat demonstreerden tegen de Amerikaanse inmenging in de Eerste Wereldoorlog. Na het vertrek van Eastman werden in 1920 de doelstellingen verruimd en werd de huidige naam
aangenomen. In datzelfde jaar kwam de Unie op voor een aantal allochtone Amerikanen die uitgezet zouden worden door de minister van justitie, Alexander Mitchell Palmer, vanwege hun radicale denkbeelden. Ook bekritiseerde het het inperken van de rechten van de vakbonden.
In 1925 haalde de ACLU de biologieleraar John T. Scopes over om de wet van de staat Tennessee aan te vechten die het onderwijzen van de evolutietheorie verbood. De ACLU en Scopes verloren de zaak, en de leraar kreeg een boete van 100 dollar. Tijdens de Tweede Wereldoorlog, vlak na de aanval op Pearl Harbor in december 1942, was de ACLU een fel tegenstander van het oppakken en naar concentratiekampen sturen van Amerikaanse staatsburgers die van Japanners afstamden, en de selectief toegepaste avondklok.
De ACLU speelde ook een belangrijke rol in de rechtszaak Brown v. Board of Education voor het Amerikaanse Hooggerechtshof in 1954, die leidde tot de afschaffing van de rassenscheiding op openbare scholen. In 1973 was de unie betrokken bij zowel het proces dat leidde tot de afschaffing van anti-abortuswetten (zie Roe v. Wade en Doe v. Bolton). In datzelfde jaar was de ACLU een van de eersten die eiste dat president Nixon zou aftreden na de ontdekking van het Watergate-schandaal.
Het dorp Skokie in Illinois werd in 1977 aangeklaagd door de Unie, nadat de gemeenteraad aldaar drie verordeningen had ingevoerd die het houden van nazi-parades verbood. De ACLU zag dit als een schending van het recht op vrije meningsuiting. Uiteindelijk verklaarden zowel een districtsrechtbank als het Amerikaanse Hooggerechtshof de verordeningen ongeldig. Ondanks het succes voor de ACLU zegde 15% van haar leden het lidmaatschap op; in Illinois zelfs 25 procent. Om te voorkomen dat er te weinig geld binnen zou komen, werd er een speciale collecte georganiseerd die $500.000 opbracht.
In 1981 sleepte de ACLU de staat Arkansas voor de rechter, omdat de staat een Creationisme-wet had, die leraren verplichtte om Genesis aan leerlingen te onderwijzen als een wetenschappelijk alternatief voor de evolutietheorie. In tegenstelling tot de rechtszaak uit 1925 tegen Tennessee werd de ACLU deze keer wel in het gelijk gesteld; een rechter verklaarde de wet ongrondwettig.
Na de terroristische aanslagen op 11 september 2001 op het World Trade Center en het Pentagon en het daarop volgende debat in de Verenigde Staten over de balans tussen burgerrechten en veiligheid, steeg het aantal leden van de ACLU onder leiding van Anthony Romero met 20% naar 330.000; in augustus 2004 was dit verder gestegen tot 400.000. De Unie is een tegenstander van de Patriot Act. De ACLU stapte zelfs uit een donatiefonds van de overheid, nadat de Patriot Act het verplichtte om te controleren of werknemers van de organisaties die geld ontvingen op de lijst van terrorismeverdachten stonden.

## Gerelateerde onderwerpen
- Rechten van de mens
- Abortus